# Попова Алдерсон, Хелен
Хелен Попова Алдерсон, (англ. Helen Popova Alderson; 14 мая 1924, Баку — 5 ноября 1972, Великобритания) — русский, позже британский математик, переводчик математики, известная своими исследованиями квазигрупп и высших законов взаимности.

## Биография
Алдерсон родилась 14 мая 1924 года в Баку в семье русских учёных, приехавших из Москвы. Ее отец, нейрофизиолог, был учеником Ивана Павлова, работал с ним и был его научным сотрудником.
Хелен начала изучать математику в 13 лет (1937 год) в Московском университете. Однако, ей пришлось прервать учёбу из-за начала Второй мировой войны. Её семья эмигрировала в Париж. Хелен говорила на пяти языках — русском, польском, чешском, французском и английском, а также на разговорном немецком. После окончания войны Хелен продолжила учебу в Эдинбургском университете (1947—1951). В 1951 году она защитила диссертацию на тему «логарифметика неассоциативных алгебр».
Именно в Эдинбурге она познакомилась со своим мужем, биохимиком Томасом Алдерсоном. После получения докторской степени она несколько лет работала в Абердинском университете. Хелен переехала в Кембридж в 1960 году и несколько лет посвятила воспитанию своих детей, сына Тома и дочери Татьяны. К работе она вернулась в конце 1960-х годов на кафедре чистой математики Кембриджа в рамках стипендии Галуста Гулбенкяна в колледже Люси Кавендиш, работая с профессором Касселсом.
Хелен Алдерсон умерла внезапно 5 ноября 1972 года от сердечной недостаточности, вызванной высоким кровяным давлением из-за почечной недостаточности.

## Исследовательская деятельность
В теории высших законов взаимности Алдерсон опубликовала необходимые и достаточные условия для того, чтобы 2 и 3 были седьмой степенью в модульной арифметике по модулю данного простого числа p. Согласно Смиту (1976), «простые квазигруппы впервые были изучены Хелен Поповой-Алдерсон в серии статей, относящихся к началу пятидесятых годов». Смит, в частности, цитирует посмертную статью (Alderson 1974) [FPQ] и ссылки на нее. В её интерпретации квазигруппа — это математическая структура, состоящая из набора элементов и бинарной операции, которая не обязательно подчиняется ассоциативному закону, но где эта операция, как и группа, может быть инвертирована. Чтобы быть простым, нужно иметь только конечное число элементов и никаких нетривиальных подалгебр.
Помимо русского, английского и французского языков, Алдерсон говорила на польском, чешском и немного немецком языках. Это дало ей возможность стать переводчиком на английский язык учебника «Элементарная теория чисел», первоначально опубликованного на русском языке в 1937 году. Б. А. Венковым. Её перевод был опубликован Wolters-Noordhoff, Гронинген, 1970 год. Помимо исходного текста, он включает сноски Алдерсона, обновляющие материал с учетом новых достижений в теории чисел.